# Beastly
Beastly (Verweistitel: Beastly – Schau in sein wahres Gesicht) ist eine Mischung aus Liebes- und Fantasyfilm von Regisseur und Drehbuchautor Daniel Barnz aus dem Jahr 2011. Der Film basiert auf dem gleichnamigen Roman von Alex Flinn und ist an das Märchen Die Schöne und das Biest angelehnt, verlegt aber die Handlung in das heutige New York. Die Hauptrollen werden von Alex Pettyfer und Vanessa Hudgens gespielt.

## Handlung
Kyle Kingston ist der arrogante Sohn des äußerst erfolgreichen Nachrichtensprechers Rob Kingston. An seiner Schule kandidiert er mit einer flammenden Rede gegen hässliche Menschen für das Amt des Umweltvorsitzenden. Obwohl er keine Inhalte in seinem Wahlkampf hat und das Amt nur anstrebt, um seine Vita aufzupolieren, gewinnt er. Zu einem Ball, der anlässlich seines Sieges veranstaltet wird, lädt er die Hexe Kendra ein, um sie sodann vor versammelter Mannschaft zu demütigen. Bei diesem Ball lernt er auch die sozial engagierte Lindy kennen, mit der er flirtet. Doch gegen Ende der Nacht belegt ihn Kendra mit einem Fluch. Er verwandelt sich in einen glatzköpfigen Mann mit grotesken Narben und Tätowierungen. Sollte er nicht innerhalb eines Jahres ein Mädchen finden, das ihn wirklich liebt, wird er sein Aussehen für immer behalten.
Sein Vater schiebt ihn in ein Appartement in New York City ab und teilt ihm die Haushälterin Zola und den blinden Hauslehrer Will zu. Obwohl er Kyle versichert, ihn unterstützen zu wollen, sagt er sämtliche Treffen mit ihm ab. In nicht freiwillig gewählter Isolation verbringt Kyle ein halbes Jahr im Verborgenen. Als er sich dann auf ein Kostümfest wagt, trifft er Lindy wieder und spricht sogar mit ihr. In der Folgezeit beobachtet er die junge Frau, ohne dass sie ihn bemerkt. Als Lindys drogensüchtiger Vater im Streit einen Schläger tötet und einem weiteren Rache schwört, sieht er seine Chance gekommen. Er überzeugt Lindys Vater davon, dass seine Tochter bei ihm sicher und am besten aufgehoben sei. Lindy lässt man in dem Glauben, dass Kyles Vater freundschaftlich mit ihrem Vater verbunden sei. Kyle schützt sein Gesicht durch eine schwarze Maske, da er noch nicht bereit ist, sein Äußeres zu enthüllen. Ganz langsam tastet er sich an Lindy heran, unterstützt von Will und Zola. Im Verlauf der Zeit entwickelt sich eine Romanze zwischen beiden.
Da ihm nicht mehr viel Zeit bleibt, setzt Kyle alles auf eine Karte und fährt mit Lindy ins Ferienhaus seines Vaters. Gerade in dem Moment, als beide sich sehr nahe kommen, erhält die junge Frau einen Anruf, dass ihr Vater aufgrund einer Überdosis ins Krankenhaus eingeliefert worden sei. Kyle übergibt ihr vor Abfahrt des Zuges seine handgeschriebenen Liebesbriefe. Er ist jedoch davon überzeugt, dass nun sowieso alles verloren ist, meldet sich nicht mehr bei Lindy und reagiert auch nicht auf ihre Anrufe. Als sich die ihm zugebilligte Frist unweigerlich dem Ende zuneigt, können Will und Zola Kyle dazu bringen, Lindy endlich aufzusuchen. Er nimmt allen Mut zusammen und besucht Lindy in der Schule, kurz bevor sie eine schon lange geplante Reise nach Machu Picchu antreten will. Lindy ist glücklich ihn zu sehen, küsst ihn und sagt die magischen drei Worte. Kyle erhält sein ursprüngliches Aussehen zurück und erklärt ihr alles. Als glückliches Paar gehen sie gemeinsam auf Reisen.
Aber auch für Will und Zola wendet sich alles zum Guten. Bei einem zwischenzeitlichen Treffen mit Kendra, hatte Kyle mit ihr ausgehandelt, dass Will sein Augenlicht zurückerhält und Zola wieder mit ihren Kindern vereint werde, wenn er jemanden finde, der ihn unabhängig von seinem Aussehen liebt. In der Schlussszene betritt Kendra als neue Assistentin von Kyles Vater dessen Büro.

## Hintergrund
Der Film basiert auf Alex Flinns Romanvorlage Beastly. CBS Films kaufte die Rechte im Dezember 2007. Ursprünglich sollten die Dreharbeiten 2008 beginnen, doch ein Streik der Writers Guild of America verhinderte dies. Im Februar 2009 wurde Daniel Barnz als Regisseur und Drehbuchautor verpflichtet. Susan Cartsonis von Storefront Films produzierte den Film mit Koproduzent Roz Weisberg.
Amy Baer von CBS Films drückte ihre Begeisterung über die Verpflichtung von Barnz folgendermaßen aus:

“Daniel’s fresh vision makes him one of the most exciting directors of his generation. We are thrilled to partner with him as he brings his unique voice to arguably the most universally resonant myth in storytelling.”

„Daniels frische Vision macht ihn zu einem der aufregendsten Regisseure seiner Generation. Wir sind gespannt mit ihm zusammen zu arbeiten, weil er seine eigene Filmsprache verwendet, um eine der wohl weltweit bekanntesten Mythen zu verfilmen.“

Beim Drehbuch wurde Barnz zusätzlich von dem Filmdrama Teen Lover inspiriert. Barnz erklärte mehrfach, dass es ihm gefallen würde, dass diese an Die Schöne und das Biest angelehnte Geschichte von Flinn aus der Perspektive des Biests erzählt würde und sich mehr auf die Romanze, als auf die fantastischen Elemente konzentriere.
Pettyfers Make-up war kompliziert und erforderte mehrere Schichten Make-up und Prothesen. Es bestand aus 67 Einzelteilen sowie 60 Tattoos und Narben. Sieben Stunden dauerte es, um das gesamte Make-up anzulegen, für das Gesicht wurden drei Stunden benötigt. Das Aussehen des Charakters unterschied sich jedoch von den Beschreibungen der Vorlage. Für das Design waren
Tony Gardner und Alterian, Inc. verantwortlich. Jamie Kelman legte das Make-up an. Die Kostüme stammten von Suttirat Anne Larlarb.
Beastly ist einer der ersten Spielfilme von CBS Films. Der Film hatte ein Budget von 17 Millionen US-Dollar. Die Dreharbeiten begannen am 13. Juni 2009 in Montreal, Québec, Kanada und dauerten bis August. Der erste Trailer wurde an der Walter Payton College Prep High School in Chicago gedreht. Weitere Drehorte waren Vieux-Montreal und Laval, sowie der Parc du Mont-Royal in Montreal (im Film der Central Park in New York) und das Diner Place Milton in Montreal. Insgesamt wurden 45 Drehtage genutzt.
Der Soundtrack wurde von Marcelo Zarvos komponiert. Im Film sind außerdem Lieder von Natalia Kills und der schwedischen Independent-Band Marching Band.

## Unterschiede zum Roman
Der Film unterscheidet sich in diversen Bereichen vom Roman. Viele dieser Punkte sind Parallelen zur Geschichte Die Schöne und das Biest (Verwandlung in ein haariges Monster, Leben im Schloss...) und gehen im Film verloren:
- Im Buch ist es ein normaler Schulball. Das Thema „Umwelt“ kommt nicht vor.
- Kyle wird im Buch in ein haariges Monster mit Klauen verwandelt. Er nennt sich Adrian und nicht Hunter.
- Im Buch bricht ein Kuss den Fluch, nicht die Worte „Ich liebe dich“. Außerdem hat Kyle zwei Jahre Zeit die Liebe zu finden.
- Kyles Vater schiebt ihn in ein schlossähnliches Haus nach Brooklyn ab. Die Haushälterin heißt Magda.
- Der Zauberspiegel kommt im Film nicht vor. Kendra wird weniger mitfühlend dargestellt.
- Kyle bittet seinen Vater selbst um einen Hauslehrer.
- Im Buch begegnet er auf dem Kostümfest einem anderen Mädchen, das er verletzt.
- Die Reise nach Machu Picchu kommt nicht vor.
- Kendra nimmt sich nicht Kyles Vater an. Stattdessen erweist sie sich als Haushälterin Magda und kehrt dank Kyles selbstlosem Wunsch zu ihrer Familie zurück.
- Kyles Nachname ist Kingsbury.

## Veröffentlichung
Alliance Films aus Montreal veröffentlichten den Film in Kanada, Sony Pictures übernahm den internationalen Vertrieb. Der US-amerikanische Kinostart sollte eigentlich am 30. Juli 2010 stattfinden. CBS Films und Alliance Films entschlossen sich jedoch den Filmstart auf den Monat März 2011 zu verlegen, um ihn nicht der Konkurrenz mit der Literaturverfilmung Wie durch ein Wunder auszusetzen. Der Kinostart erfolgte schließlich am 4. März 2011. In Deutschland lief der Film am 7. April 2011 an.

## Kritiken
Der Film stand auf einer von The Times erstellten Liste mit den meist erwarteten Filmen 2010 auf Platz #45. Hudgens und Pettyfer wurden von der National Association of Theatre Owners (NATO) als „Stars von Morgen“ geehrt. Nachdem der Film veröffentlicht worden war, erhielt er in den USA jedoch eine Reihe von schlechten Kritiken.

„Schauerromanze voller klischeehafter Figuren, die zwar das Loblied auf die Wichtigkeit ‚innerer Werte‘ singen will, selbst aber viel zu sehr an Schauwerten und Oberflächlichkeiten klebt, um dies halbwegs glaubwürdig zu vermitteln.“

„Anders als der Titel verspricht, ist ‚Beastly‘ jedoch weder biestig noch bissig geraten. Hier trieft es vielmehr vor Kitsch und Klischee. […] ‚Beastly‘ will wie seine Vorlage die Geschichte vom Zauber der inneren Werte erzählen, verlässt sich dabei aber nur auf seine äußeren Faktoren: auf seine attraktiven Jungdarsteller, seine an den Haaren herbeigezogene Story einer Ent- und Verführung sowie die Spielereien mit Zoom, Zeitraffer und Zauberblüten.“

Die Redaktion von Filmstarts war der Ansicht, dass der Regisseur mit seiner Verfilmung „spektakulär scheiter[e]. Neben den durchweg platten Dialogen ist es vor allem der jederzeit konstruiert wirkende Verlauf der Handlung, der ‚Beastly‘ in die Bedeutungslosigkeit abstürzen lässt.“ Weiter heißt es: „Regisseur Daniel Barnz inszeniert das alles ohne Raffinesse und oft unfreiwillig komisch. Alle Szenen stellen ihre dramaturgische Funktion unübersehbar heraus und lassen ‚Beastly‘ zu jeder Zeit konstruiert erscheinen, zumal das Drehbuch die Wendungen und Schlüsselmomente nicht aus den Figuren heraus entwickelt, sondern permanent Behauptungen aufstellt. Kyles zentrale Entwicklung vom fiesen Schönling zum empathischen Freak büßt auf diese Weise über Gebühr an Glaubhaftigkeit ein.“